# Комет (син на Стенел)
Вижте пояснителната страница за други значения на Комет.
Комет (на старогръцки: Κομήτης, Kometes, Cometes) от 12 век пр.н.е. в гръцката митология е син на Стенел, цар на Аргос от царската фамилия на Анаксагоридите, и брат на цар Килараб.
Когато баща му отива в Троянската война, той остава в Аргос. Когато Паламед, син на царя на Евбея – Навплий, е убит с камъни от ахейците, Афродита отмъщава, като кара останалите съпруги да изневеряват. Комет започва връзка с Егиалея (Aigiale), жената на Диомед, цар на Аргос.